# Automeris modesta
Automeris modesta är en fjärilsart som beskrevs av Ménétriès 1863. Automeris modesta ingår i släktet Automeris och familjen påfågelsspinnare. Inga underarter finns listade i Catalogue of Life.